# Molendoa subobtusifolia
Molendoa subobtusifolia är en bladmossart som beskrevs av Brotherus 1921. Molendoa subobtusifolia ingår i släktet klyftmossor, och familjen Pottiaceae. Inga underarter finns listade i Catalogue of Life.